# 邦阿
邦阿是文莱的一个小镇，为外飞地淡布隆县的县治。

## 地理
邦阿镇位于淡布隆县邦阿巫金，人口3970。
境内有一条穿越东西的主干路。从邦阿向东是马来西亚砂拉越州老越，向西是砂拉越州林梦，这条路是通往当地采石场的主要通道，该采石场的石头被采集后运往首都斯里巴加湾。